# ICO
ICO là một định dạng dành cho các biểu tượng (icon) của Microsoft Windows. Một tệp tin có phần mở rộng là. ICO chứa một hoặc nhiều hình ảnh có kích thước và độ sâu màu khác nhau.

## Kích thước, độ trong suốt và độ sâu màu
Các biểu tượng (icon) được xuất hiện đầu tiên ở [Windows 1.0] có kích thước 32x32 [pixel] và 16 màu, đến phiên bản Windows 3.0 định dạng ICO hỗ trợ 256 màu.
Hầu hết các phiên bản Win32 đều hỗ trợ các icon với 16.7 triệu màu (chế độ "true color"). Đến phiên bản Windows XP, Microsoft Windows hỗ trợ định dạng ICO 32-bit (16.7 triệu màu và thêm một kênh alpha). Từ phiên bản này, các icon có thêm các hiệu ứng bán trong suốt như đổ bóng, chố răng cưa hay hiệu ứng thủy tinh. Phiên bản tiếp theo của Microsoft Windows, Windows Vista, hỗ trợ xem trước các tệp tin có định dạng ICO ngay trong cửa sổ Windows Explorer cũng như hỗ trợ định dạng ICO với các ảnh PNG. Microsoft đề nghị việc đóng gói các biểu tượng có kích thước 256x256 pixel trong một tệp ICO theo định dạng PNG để giảm kích thước của tệp. Đồng thời, các icon có kích thước 256x256 pixel cũng được khuyến khích dùng cho các màn hình có độ phân giải và thông số DPI cao.

## Cấu trúc của tệp

### Theo chuẩn Windows XP
Theo chuẩn của Windows XP, một tệp ICO gồm một hoặc nhiều hình ảnh có kích thước, độ sâu màu khác nhau. Windows định các kích thước chuẩn là 16x16 pixel, 32x32 pixcel, 48x48 pixel cũng như các độ sâu màu chuẩn là 16 màu, 256 màu và 16.7 triệu màu (hay gọi tắt là 16M màu). Điều này giúp Windows XP hiển thị các biểu tượng tốt hơn ở các điều kiện khác nhau. Windows XP sử dụng các chế độ định sẵn này như sau:
Về kích thước ảnh:
- 16x16: sử dụng trong [thanh tác vụ] (taskbar), góc trên bên trái của cửa sổ chương trình và các danh sách
- 24x24: sử dụng trong trình đơn khơi động (start menu) của Windows XP
- 32x32: hiển thị trên màn hình desktop
- 48x48: hiển thị trong cửa sổ Windows Explorer

Về độ sâu màu:
- 16 màu: hiển thị nếu màn hình ở chế độ 16 hoặc 256 màu
- 256 màu: hiển thị nếu màn hình ở chế độ 65535 màu (hay 64K màu) hoặc 16.7 triệu màu (hay 16M màu)
- 16M màu (cho Windows XP trở lên): hiển thị khi màn hình ở chế độ 16.7 triệu màu

### Theo chuẩn Windows Vista
Windows Vista ra đời tăng cường thêm cho các tệp ICO việc hỗ trợ định PNG cho các ảnh 256x256 pixel. Điều này có thể giảm kích thước một tệp ICO từ 400KB xuống còn 100 đến 150KB. Đồng thời, việc hỗ trợ các ảnh có kích thước lớn khiến việc hiển thị các biểu tượng trên các màn hình có độ phần giải cao trở nên tốt hơn.

### Tính tương thích của định dạng mới với Windows XP
Các biểu tượng với định dạng ICO mới có thể tương thích với Windows XP, hệ thống sẽ sử dụng các ảnh có kích thước chuẩn, các ảnh có kích thước 256x256 pixel sẽ được tự động bỏ qua.